# The Fox Chase
The Fox Chase är en amerikansk animerad kortfilm från 1928 med Kalle Kanin i huvudrollen.

## Handling
Kalle Kanin är på rävjakt, som dock inte verkar gå som han tänkt sig. Inte nog med att hans häst inte vill samarbeta, räven visar sig vara listig och vet hur man lyckas vilseleda jägarna.

## Om filmen
Filmen kom att bli förebild för två senare Disney-kortfilmer; Silly Symphonies-kortfilmen The Fox Hunt som utkom 1931 och Kalle Anka-kortfilmen Kalle Anka på rävjakt som utkom 1938.
Filmen finns utgiven på DVD.